# The Stupids (film)
The Stupids è un film del 1996 diretto da John Landis.

## Trama
Stanley Stupid, un padre di famiglia, è molto arrabbiato perché qualcuno ruba l'immondizia tutte le mattine e così decide di indagare. La mattina successiva insegue il camion della nettezza urbana per scoprire chi è il ladro.
Dopo una serie di avventure, per pura casualità Stanley Stupid e la sua famiglia composta da Joan (la moglie), Buster (il figlio) e Petunia (la figlia) scoprono un traffico di armi organizzato dai militari.

## Produzione
Nel film intervengono come attori alcuni noti registi tra cui Gillo Pontecorvo, Atom Egoyan e David Cronenberg

## Accoglienza
Il sito Rotten Tomatoes riporta un punteggio del 20% basato su 15 recensioni.